# Simone Benedettini
Simone Benedettini (San Marino, 21 gennaio 1997) è un calciatore sammarinese, portiere del Fiorentino e della nazionale sammarinese.

## Biografia
È figlio di Pierluigi Benedettini – ex estremo difensore della nazionale sammarinese – e cugino di Elia Benedettini, anch'egli portiere.

## Carriera

### Club
Inizia a giocare a calcio nel San Marino, squadra della Repubblica del Titano che gioca però nei campionati italiani. Nell'estate 2015 passa al Modena, con cui gioca nella squadra Primavera. Nel luglio 2016 viene ceduto in prestito in Serie D alla Pianese di Piancastagnaio (SI). Debutta il 4 settembre, alla 1ª giornata di campionato, giocando titolare e perdendo 2-1 sul campo della Correggese. Chiude dopo un campionato e mezzo, ottenendo 24 presenze, con 29 gol subiti ed un 8º posto finale in classifica.
Dopo mezza stagione con 0 presenze con i romagnoli della Sammaurese, con i quali arriva 11º in Serie D, ritorna al San Marino, stavolta in prima squadra, esordendo il 7 ottobre 2018, entrando all'intervallo dell'1-1 in trasferta contro il Lentigione della 4ª di campionato. Termina con 8 gare giocate e 6 reti subite, chiudendo 16º ma salvandosi ai play-out contro il Pavia.
Nella stagione successiva è in rosa con il Cattolica S.M., che acquisisce il titolo sportivo dei sammarinesi, e debutta il 18 agosto 2019, nel turno preliminare di Coppa Italia Serie D, titolare nella sconfitta esterna per 3-0 con il Forlì.

### Nazionale
Nel 2013 inizia a giocare con le Nazionali giovanili sammarinesi, giocando 3 gare con l'Under-17 nelle qualificazioni all'Europeo di categoria 2014. Tra 2014 e 2015 disputa 5 gare in Under-19 nelle qualificazioni agli Europei 2015 e 2016. Nel novembre 2016 viene convocato per la prima volta in nazionale maggiore per la sfida di qualificazioni al Mondiale 2018 in casa a Serravalle contro la Germania, non riuscendo però a debuttare Il 7 giugno 2017 esordisce in Under-21, nelle qualificazioni all'Europeo 2019, in trasferta a Minsk contro la Bielorussia,
perdendo 1-0.
Dopo 7 gare giocate con la massima rappresentativa giovanile, il 6 settembre 2019 esordisce in nazionale maggiore, giocando titolare nella gara in casa a Serravalle contro il Belgio, valida per le qualificazioni all'Europeo 2020, persa per 4-0.

## Statistiche

### Presenze nei club
Statistiche aggiornate al 18 agosto 2019.
| Stagione        | Squadra         | Campionato      | Campionato | Campionato | Coppe nazionali | Coppe nazionali | Coppe nazionali | Coppe continentali | Coppe continentali | Coppe continentali | Altre coppe | Altre coppe | Altre coppe | Totale | Totale | Totale |
| Stagione        | Squadra         | Comp            | Pres       | Reti       | Comp            | Pres            | Reti            | Comp               | Pres               | Reti               | Comp        | Pres        | Reti        | Pres   | Reti   |        |
| --------------- | --------------- | --------------- | ---------- | ---------- | --------------- | --------------- | --------------- | ------------------ | ------------------ | ------------------ | ----------- | ----------- | ----------- | ------ | ------ | ------ |
| 2016-2017       | Pianese         | D               | 24         | -29        | CI-D            | 0               | 0               | -                  | -                  | -                  | -           | -           | -           | 24     | -29    |        |
| ago.-dic. 2017  | Pianese         | D               | 0          | 0          | CI-D            | 0               | 0               | -                  | -                  | -                  | -           | -           | -           | 0      | 0      |        |
| Totale Pianese  | Totale Pianese  | Totale Pianese  | 24         | -29        | -               | 0               | 0               | -                  | -                  | -                  | -           | -           | -           | 24     | -29    |        |
| dic. 2017-2018  | Sammaurese      | D               | 0          | 0          | CI-D            | -               | -               | -                  | -                  | -                  | -           | -           | -           | 0      | 0      |        |
| 2018-2019       | San Marino      | D               | 7+1        | -6         | CI-D            | 0               | 0               | -                  | -                  | -                  | -           | -           | -           | 8      | -6     |        |
| 2019-2020       | Cattolica S.M.  | D               | 0          | 0          | CI-D            | 1               | -3              | -                  | -                  | -                  | -           | -           | -           | 1      | -3     |        |
| Totale carriera | Totale carriera | Totale carriera | 32         | -35        |                 | 1               | -3              |                    | -                  | -                  |             | -           | -           | 33     | -38    |        |

### Cronologia presenze e reti in nazionale
| Cronologia completa delle presenze e delle reti in nazionale ― San Marino | Cronologia completa delle presenze e delle reti in nazionale ― San Marino | Cronologia completa delle presenze e delle reti in nazionale ― San Marino | Cronologia completa delle presenze e delle reti in nazionale ― San Marino | Cronologia completa delle presenze e delle reti in nazionale ― San Marino | Cronologia completa delle presenze e delle reti in nazionale ― San Marino | Cronologia completa delle presenze e delle reti in nazionale ― San Marino | Cronologia completa delle presenze e delle reti in nazionale ― San Marino |
| Data                                                                      | Città                                                                     | In casa                                                                   | Risultato                                                                 | Ospiti                                                                    | Competizione                                                              | Reti                                                                      | Note                                                                      |
| ------------------------------------------------------------------------- | ------------------------------------------------------------------------- | ------------------------------------------------------------------------- | ------------------------------------------------------------------------- | ------------------------------------------------------------------------- | ------------------------------------------------------------------------- | ------------------------------------------------------------------------- | ------------------------------------------------------------------------- |
| 6-9-2019                                                                  | Serravalle                                                                | San Marino                                                                | 0 – 4                                                                     | Belgio                                                                    | Qual. Euro 2020                                                           | -4                                                                        |                                                                           |
| 9-9-2019                                                                  | Serravalle                                                                | San Marino                                                                | 0 – 4                                                                     | Cipro                                                                     | Qual. Euro 2020                                                           | -4                                                                        |                                                                           |
| 10-10-2019                                                                | Bruxelles                                                                 | Belgio                                                                    | 9 – 0                                                                     | San Marino                                                                | Qual. Euro 2020                                                           | -9                                                                        |                                                                           |
| 16-11-2019                                                                | Serravalle                                                                | San Marino                                                                | 1 – 3                                                                     | Kazakistan                                                                | Qual. Euro 2020                                                           | -3                                                                        |                                                                           |
| 7-10-2020                                                                 | Lubiana                                                                   | Slovenia                                                                  | 4 – 0                                                                     | San Marino                                                                | Amichevole                                                                | -4                                                                        |                                                                           |
| 13-10-2020                                                                | Eschen                                                                    | Liechtenstein                                                             | 0 – 0                                                                     | San Marino                                                                | UEFA Nations League 2020-2021 - 1º turno                                  | -                                                                         |                                                                           |
| 11-11-2020                                                                | Serravalle                                                                | San Marino                                                                | 0 – 3                                                                     | Lettonia                                                                  | Amichevole                                                                | -3                                                                        |                                                                           |
| 1-6-2021                                                                  | Pristina                                                                  | Kosovo                                                                    | 4 – 1                                                                     | San Marino                                                                | Amichevole                                                                | -4                                                                        |                                                                           |
| Totale                                                                    |                                                                           | Presenze                                                                  | 8                                                                         |                                                                           | Reti                                                                      | -31                                                                       |                                                                           |